# Calamus foxworthyi
Calamus foxworthyi är en enhjärtbladig växtart som beskrevs av Odoardo Beccari. Calamus foxworthyi ingår i släktet Calamus och familjen Arecaceae. Inga underarter finns listade i Catalogue of Life.